# Ľubomír Luhový
Ľubomír Luhový (født 31. marts 1967) er en tidligere slovakisk fodboldspiller.

## Slovakiets fodboldlandshold
| Tjekkoslovakiets landshold | Tjekkoslovakiets landshold | Tjekkoslovakiets landshold |
| År                         | Kmp                        | Mål                        |
| -------------------------- | -------------------------- | -------------------------- |
| 1990                       | 1                          | 0                          |
| 1991                       | 0                          | 0                          |
| 1992                       | 0                          | 0                          |
| 1993                       | 1                          | 0                          |
| Total                      | 2                          | 0                          |

| Slovakiets landshold | Slovakiets landshold | Slovakiets landshold |
| År                   | Kmp                  | Mål                  |
| -------------------- | -------------------- | -------------------- |
| 1995                 | 2                    | 0                    |
| 1996                 | 1                    | 0                    |
| 1997                 | 2                    | 0                    |
| 1998                 | 4                    | 0                    |
| Total                | 9                    | 0                    |